# Pieve di San Giovanni Battista (Palagione)
La pieve di San Giovanni Battista si trova in località Palagione, presso Roncolla nel comune di Volterra, in provincia di Pisa, diocesi di Volterra.
Nonostante oggi sia in completa rovina, i resti di pavimento in cocciopesto, grandi capitelli a foglie stilizzate e la singolarità della pianta testimoniano l'importanza del luogo prima della distruzione del sito, avvenuta ad opera dei volterrani nel XIII secolo, come recita una lapide inserita nella facciata del battistero di Volterra.